# Автоимунно заболяване
Автоимунните заболявания са група заболявания, характеризиращи се с хиперактивност на имунната система, която сама разрушава и унищожава здрави тъкани, клетки и органи в собствения си организъм. Болестите са предимно на имунната система, като повечето от тях пряко засягат и други органи (бял дроб, щитовидна жлеза, черен дроб и др.)
Автоимунните заболявания протичат хронично, за тях няма лечение. Симптомите могат да се облекчат единствено чрез прилагане на имуносупресори. Те потискат имунната система и я правят по-слаба, но негативният ефект на имуносупресорите прави организма лесно податлив на вирусни инфекции (грип, пневмония и др.). Приложението на имуносупресорите е нож с две остриета. Появяват се рискове за възникване на нови дори банални инфекции, които могат да усложнят състоянието на пациента.
Към автоимунните заболявания спадат ревматоиден артрит, множествена склероза, тиреоидит на Хашимото, синдром на Бехчет, синдром на Хайнц, псориазис, псориатичен артрит, гломерулонефрит, лупус, гноен хидарденит (Hidradenitis Supurativa) и други. За тези болести се знае малко. Не е ясно как и откъде се появяват, въпреки че съществуват множество теории за това. 